# Muselină

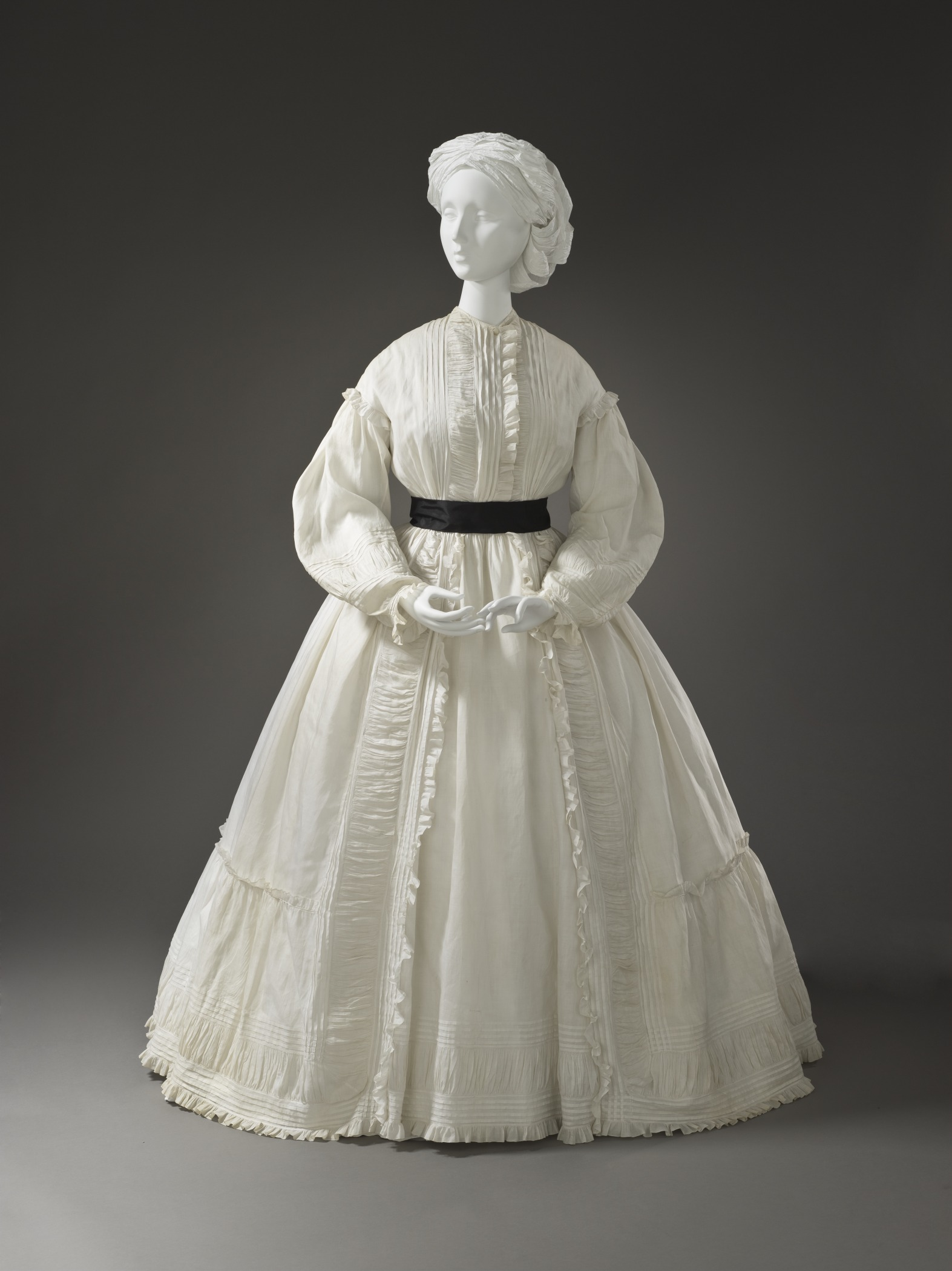
Rochie din muselină, circa 1865

Muselina este o țesătură fină, transparentă, confecționată din bumbac, și originară din zona Bengalului, în India și Bangladeshul din zilele noastre. Ulterior, Marco Polo a legat numele ei de orașul Mosul din nordul Irakului de azi. Autorii Enciclopediei din Franța secolului al XVIII-lea credeau că se numește așa din cauza aspectului ei eterogen asemănător plantelor briofite  numite „mușchi” (în franceză mousse).  
Acest termen este, de asemenea, utilizat în bucătărie, prin extensie, referindu-se la un sos de cartofi, ciocolată sau cu alte ingrediente și transformat într-un piuré foarte fin.

## Istorie
Provenită din India, muselina a apărut în Europa în secolul al XIII-lea, fiind confecționată mai întâi din mătase și mai târziu din bumbac. În ciuda interdicțiilor de import și a  facilitățiilor  acordate industriei de profil, va fi necesar să se aștepte până în secolul al XIX-lea pentru ca procedeul fabricării muselinei să se dezvolte în Europa.
Moda rochiilor de muselină a creat noi locuri de muncă, dezvoltând o nouă industrie. Țesătura de muselină este subțire, clară, cu o fluiditate aparte. Textura ei este formată din fire fine, răsucite, nu prea groase, folosind bumbac, dar și mătase, lână, fire de viscoză sau sintetice. Este în general utilizată la fabricarea unor costumații de teatru și de balet (la fustele și rochiile dansatoarelor) și pentru a decora ferestrele. Într-o perioadă, muselina a fost la mare căutare, șalurile din muselină făcând deliciul doamnelor.